# Rockaway Boulevard
Rockaway Boulevard è una fermata della metropolitana di New York, situata sulla linea IND Fulton Street. Nel 2015 è stata utilizzata da 1 729 268 passeggeri.
È servita dalla linea A Eighth Avenue Express, sempre attiva.